# Adigejski jezik
Adigejski jezik (адыгэбзэ, adygebze, adəgăbză; ISO 639-3: ady) je jedan od dva službena jezika u Adigeji u Rusiji (drugi je ruski).
Jezikom govore različita plemena Adigejaca Bžeduhi, Termigojci ili Termigojevci, Abadzehi, Šapsugi, Natuhajci, i drugi, svaki svojim dijalektom koji nose ime po njima. Poznat je i kao čerkeski. 
Od 1918 do 1927. pisao se arapskim, nakon toga latinicom do 1938. i nadalje modificiranom ćirilicom. Pripada u skupinu sjeverozapadnih kavkaskih jezika.
Govori ga 125 000 ljudi u Rusiji (1993 UBS); 19 000 u Iraku (1993); 3 000 u Izraelu (1987); 44 300 u Jordanu (1986);  25 000 u Siriji; 278 000 u Turskoj (2000); nepoznat broj u Makedoniji gdje se zovi Adiže.
Književni jezik temelji se na čemgujskom dijalektu.

## Vanjske poveznice
- Ethnologue (14th)
- Ethnologue (15th)
- Ethnologue (16th)